# سراسكند عليا
سراسكند عليا هي قرية في مقاطعة هشترود، إيران. عدد سكان هذه القرية هو 133 في سنة 2006.